# Sanna Marin
Sanna Mirella Marin (n. 16 noiembrie 1985, Helsingfors, Finlanda) este o politiciană finlandeză care a ocupat funcția de prim-ministru al Finlandei din 10 decembrie 2019 până pe 20 iunie 2023. Membră a Partidului Social Democrat, este membră a parlamentului Finlandei din 2015 și a fost ministrul transporturilor și comunicațiilor între 6 iunie 2019 și 10 decembrie 2019.
După ce Antti Rinne a demisionat din funcția de prim-ministru, Partidul Social Democrat a ales-o pe Marin drept candidată la funcția de prim-ministru la 8 decembrie 2019. După confirmarea ei de către Parlament, Marin a devenit, la 34 de ani, atât cel mai tânăr prim-ministru în funcție, cât și cel mai tânăr prim-ministru din Finlanda. Ea este, de asemenea, al treilea prim-ministru finlandez femeie, după Anneli Jäätteenmäki și Mari Kiviniemi.